# Antonio Dusi

Pala d'altare di Antonio Dusi nella Chiesa di Santa Maria del Lino a Brescia.

Antonio Dusi (Pertica Bassa, 1726 – Brescia, 1776) è stato un pittore italiano.

## Biografia
Allievo di Antonio Paglia, la sua arte riguardò essenzialmente il barocco settecentesco e lavorò in particolare per edifici chiesastici, realizzando pale d'altare e affreschi. Fra i pittori che lavorarono nella sua bottega si ricorda Sante Cattaneo.

## Opere
- Affresco di facciata della chiesa di Santa Croce a Brescia[1].
- I Misteri dolorosi, San Pietro e San Paolo, la Vergine Addolorata, tondi nella sacrestia della chiesa di San Zenone a Ono Degno[2].
- Madonna con Bambino e i Santi Gaetano da Thiene e Carlo Borromeo, pala nella chiesa della Purità di Maria a Sedesina[3].
- Santi Carlo, Antonio da Padova, Anna e Giuseppe che adorano il Crocifisso, pala dell'altare sinistro nella chiesa della Madonna del Lino a Brescia[4].
- Madonna con San Francesco d'Assisi e le anime del Purgatorio, tela nella chiesa di Santa Maria a Calcinato.
- San Gaetano con Maria e Gesù Bambino, pala dell'altare di S. Giuseppe nella chiesa di San Lorenzo ad Angolo Terme.
- San Vincenzo Ferrer che risuscita il figlio fatto a pezzi da una madre impazzita, pala d'altare, cappella di San Vincenzo Ferrer, Chiesa di San Giacomo a Soncino.